# Trairão
Trairão este un oraș în Pará (PA), Brazilia.